# Busnago
Busnago (Busnagh in dialetto brianzolo, AFI: [byzˈnɑːk]) è un comune italiano di 6 920 abitanti della provincia di Monza e della Brianza in Lombardia.

## Geografia fisica

### Territorio
Il paese si trova tra il fiume Adda a est e il fiume Molgora a sud-ovest. Busnago confina con 7 comuni: Cornate d'Adda, Roncello, Trezzo sull'Adda, Mezzago, Bellusco, Trezzano Rosa e Grezzago.

### Clima
Il paese si trova a 210 metri sul livello del mare con un clima mite nella zona secca di Milano. Busnago ha una piovosità media annuale di circa 1 100 mm, e circa 30 cm di neve. D'inverno spesso le minime scendono sotto gli 0º e le massime non superano i 10º. La nebbia non è spesso presente, manifestandosi in genere nei periodi di alta pressione.

## Storia

### Medioevo
Nell'873 d.C. si ha la prima menzione del nome "Busnago" in un documento relativo alla presa di possesso di alcuni beni di Cavenago da parte di Ansperto, arcivescovo di Milano. Il manoscritto fu autenticato dalle firme di alcuni testimoni tra cui la firma del Rotecario de Buvonaco, toponimo che indica Busnago. Nel XII secolo fu costruito un monastero (dedicato a san Pietro) di monache benedettine. Nel 1344 un gruppo di monache umiliate era attivo in una località chiamata Corteana, un'odierna casa cascina.

### Età Moderna
Nel 1538 Busnago entrò a far parte di un Feudo che all'inizio era posseduto dal feudatario D. Pagano D'Adda, e poi a partire dal 1611 dal figlio, il marchese Ambrogio, grazie al diritto di trasmissione ai primogeniti successori. Nel 1595 il primo Status Animarum, registro con i dati anagrafici e religiosi dei parrocchiani (339 allora a Busnago) utilizzato per la determinazione della decima (decima parte della ricchezza) da versare alla parrocchia. Nel 1652 il comune fu incluso in un nuovo feudo posseduto dalla famiglia Porro-Schiaffinati fino al 1756. Nel 1773 definizione dei confini contemporanei del comune e ricostruzione della chiesa parrocchiale di San Giovanni Evangelista.

### XIX secolo
Nel 1805 la Lombardia fu inclusa nel Regno d'Italia di Napoleone Bonaparte, che creò una nuova amministrazione regionale e locale introducendo dipartimenti, distretti e cantoni. Dopo aver fatto parte dell'amministrazione della Pieve di Pontirolo Busnago entrò nel dipartimento dell'Olona (capoluogo di Milano), terzo distretto di Monza e quarto cantone di Gorgonzola. Nel 1815 l'Impero austriaco riconquistò la Lombardia e il comune di Busnago era sotto la nona circoscrizione di Gorgonzola. Nel 1853 Busnago passò nel quarto distretto di Gorgonzola. nel 1859 il comune fece parte del XIV Mandamento di Gorgonzola. I busnaghesi parteciparono attivamente all'Unità d'Italia: 5 uomini furono arruolati tra i "Cacciatori delle Alpi" guidati da Garibaldi nella seconda guerra d'indipendenza contro l'Austria tra 1859 e 1861; 14 invece furono invece quelli arruolati per la terza guerra d'indipendenza tra il 1862 e il 1871.

### XX e XXI secolo
Nel 1900 Busnago contava 1 816 abitanti, (divisi in 213 famiglie). Durante la prima guerra mondiale, quando il re Vittorio Emanuele III guidò il governo a dichiarare guerra all'Austria, furono molti i busnaghesi che chiesero di essere esonerati dal servizio militare per motivi di povertà e necessità di lavorare nei campi. Un totale di 37 uomini di Busnago furono uccisi nella guerra tra il 1914 e il 1918.. Negli ultimi anni '10 in mezzo al comune fu costruita una tramvia, che collegava Monza con Trezzo e Bergamo: con il tram finalmente il paese uscì dall'isolamento. Con l'avvento del fascismo, dodici dei quindici consiglieri comunali si sono dimessi per protesta contro la nuova dittatura. Nel 1931 i fascisti uccisero Angelo Ripamonti, il proprietario dell'osteria, in mezzo a una violenza di squadra. Durante la Seconda Guerra Mondiale 21 giovani morirono nella battaglia. Erminio Pellegatta fu nominato primo sindaco del paese dopo la Liberazione d'Italia, il 25 aprile 1945. Tra gli anni '70 e '80 la nuova amministrazione costruì la scuola media, a nome dei generali Carlo Alberto dalla Chiesa e Domenico Russo uccisi dalla mafia palermitana nel 1982, realizzando la prima biblioteca comunale del paese in via San Rocco. Nel 1989 viene aperto il Centro commerciale Globo che oggi è uno dei più grandi d'Italia con più di 200 negozi e 3000 posti auto. Negli anni '90 la giunta comunale ha promosso il progetto per la costruzione di una casa di riposo con oltre 100 posti letto per anziani autosufficienti e non autosufficienti. Busnago ha sempre fatto parte della provincia di Milano, quando passò nel 2009 alla provincia di Monza e della Brianza.

### Simboli
Lo stemma e il gonfalone sono stati concessi con decreto del presidente della Repubblica dell'8 settembre 1967.
Il castello sostenuto dal leone rampante ricorda l'esistenza sul territorio di un antico castello di epoca medievale, allo scopo di sottolineare l'antichità del paese, citato per la prima volta in un atto notarile del 15 gennaio 998.
Il gonfalone è un drappo partito di bianco e di rosso.

## Monumenti e luoghi d'interesse

### Chiesa di Santa Margherita

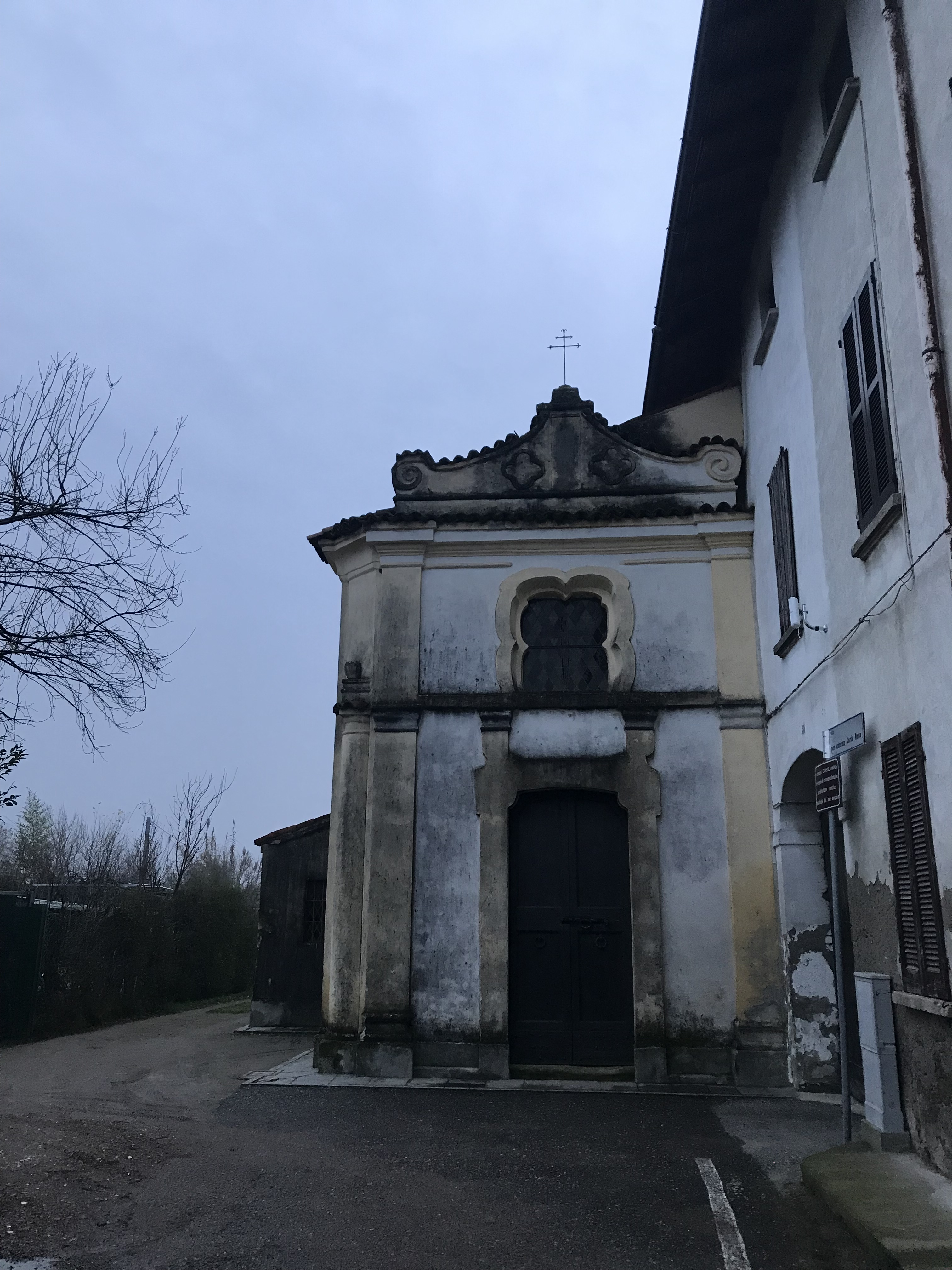
Chiesa di Santa Margherita, Cascina Corteana.

La cascina Cortena si trova appena fuori dal centro del paese. In questo luogo nel 1344 fu fondata una casa di monache Umiliate, unita al monastero degli Umiliati di Santa Margherita a Monza. Alcune notizie relative agli edifici provengono da visite pastorali rispettivamente nel 1566 di Carlo Borromeo, arcivescovo di Milano, e nel 1759 del cardinale Pozzobonelli. il cardinale ha descritto un'icona, raffigurante Santa Margherita, dipinta su una tavola posta sull'altare della chiesa; un vaso con acqua santa all'ingresso, quattro finestre quadrate e la sacrestia (una grande stanza con pavimento in mattoni e un ripostiglio che custodiva oggetti sacri). Nel 1894, secondo la visita pastorale del cardinale Ferrari, la chiesa era di proprietà dell'Albini. Oggi l'aspetto della chiesa è lo stesso, ma non viene quasi mai utilizzata.

### Chiesa parrocchiale di San Giovanni Evangelista

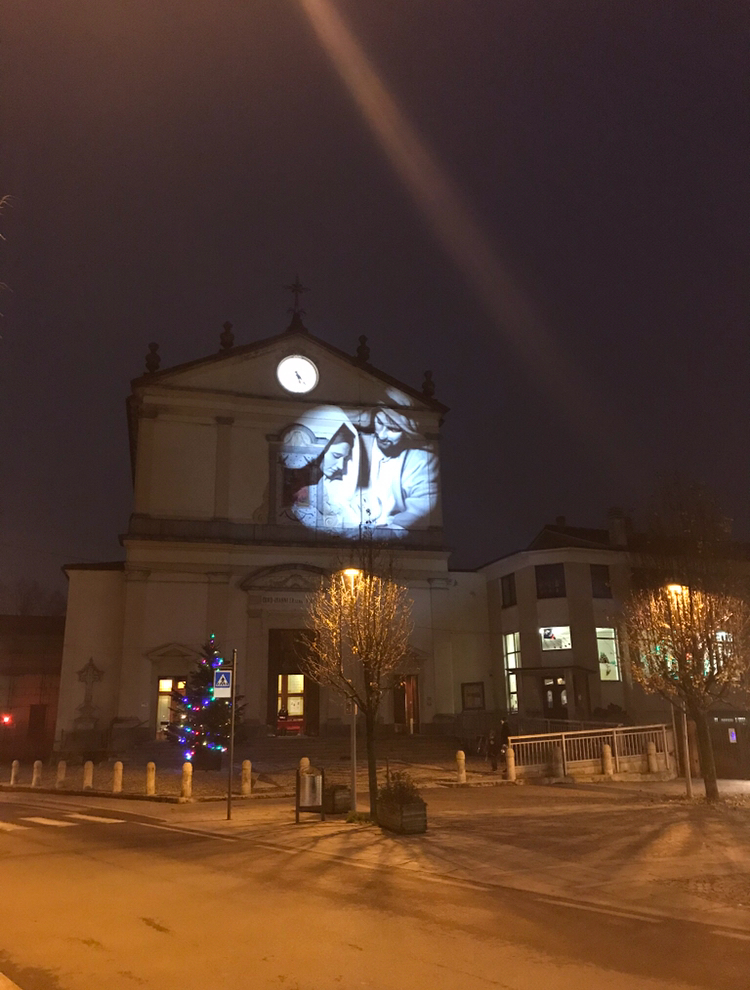
Chiesa Parrocchiale di San Giovanni Evangelista, Busnago

Da quanto risulta su una bolla di papa Adriano del 1155, nel XII secolo fu edificata a Busnago una chiesa dedicata a san Giovanni evangelista, che divenne parrocchia nel 1538. Nel 1566 l'arcivescovo di Milano Carlo Borromeo sancì l'aggregazione della chiesa di Roncello alla parrocchiale di Busnago, unione che durò fino al 1885. All'inizio del XVII secolo le cappelle della chiesa furono ampliate e restaurate. Nel 1774, grazie al sostegno finanziario del Fondo Religione, iniziarono i lavori di restauro completo della chiesa, che venne praticamente ricostruita totalmente nella forma che assume ancora oggi con le cappelle laterali dedicate a sant'Anna e san Giovanni. L'anno successivo fu innalzato anche il campanile. Dal 1529 ad oggi si sono succeduti 26 sacerdoti alla testa della chiesa di Busnago: Martino de Regibus; Sacerdote Giovita di Bergamo; Pietro Levate de Regibus; Arcangelo Scarpini; Alessandro Orobono; Domenico Balconi; Francesco Voltolina; Gerolamo Mangili; Gerolamo Mantegazza; Pietro Antonio Castiglione; Giovanni Ambrogio Lecchi; Luigi Canzolo; Pier Paolo Bonone; Giovanni Battista Salvione; Giovanni Battista Salvecchi; Domenico Prima; Carlo Bortolomeo Zaffrani; Carlo Giuseppe Landriani; Luigi Niccolini; Carlo Coppa; Antonio Simbardi; Alfredo Bardelli; Lini Cairati; Domenico de Bernardi; Stefano Strada e Eugenio Boriotti.

### Oratorio San Luigi
L'oratorio è il luogo emblematico dell'educazione, della formazione, della socializzazione e della fede. L'oratorio di Busnago fu fondato più di 100 anni fa nel 1908. Dato l'interesse della chiesa nell'infanzia, fu il sacerdote Coppa ad avviare il progetto e l'acquisto dei materiali alla fine del 1906. L'oratorio fu inaugurato il 15 agosto 1908. Dagli anni Cinquanta l'oratorio divenne luogo dinamico e attivo di incontri ed eventi sportivi (anche se, ad esempio, la squadra di calcio dell'oratorio di Busnago esisteva già perché fondata nel 1915), all'interno dell'oratorio la banda (1950), nacquero il coro e una compagnia teatrale (1945). Il prete Gandini costruì la sala cinematografica, ancora oggi attiva, e aprì un piccolo bar; mentre don Enrico creò il gruppo dei catechisti, fondò il quotidiano Il Timone (novembre 1963) e promosse per la prima volta a metà degli anni Sessanta l'oratorio durante l'estate. All'inizio degli anni '70 il sacerdote Enrico promosse un progetto per la costruzione di un nuovo oratorio che non verrà però mai realizzato. Nel 1973 vengono ristrutturati la sala cinema e il bar e nel 1974 viene fondata la nuova compagnia teatrale Scaenici 74. Negli anni '80 il CSI (Centro Sportivo Italiano) ha riorganizzato la struttura del calcio di basso livello. Nel 1989 il neo sacerdote don Domenico promosse un progetto per valorizzare l'oratorio alla conformazione diurna prestabilita, la costruzione di una piccola cappella, la realizzazione di un parco giochi e la fondazione di un nuovo giornale: i Busnagori.

### Collegio Sant'Antonio
Correva l'anno 1929 quando a Busnago, grazie ai frati dell'ordine di "Nostra Signora della Misericordia", fu aperta la casa di Sant'Antonio (o casa di Scotti, secondo l'ultimo proprietario del terreno dove fu costruita la casa). Il primo direttore fu frate Stanislao e la scuola privata fu inaugurata nel 1931, all'epoca c'era solo la scuola elementare. Tra gli anni Cinquanta e Sessanta una significativa ricostruzione trasformò la casa in un collegio: furono aperti anche un teatro, una mensa, diverse sale giochi, una palestra, diversi campi all'aperto e la scuola media. Nel 1996, all'interno del collegio, il nuovo gruppo culturale di fratel Mario Salvatori ha avviato il processo di diffusione dei principi culturali, storici e religiosi del mondo cattolico. Oggi questo collegio è una delle più prestigiose istituzioni educative private della Lombardia.

## Società

### Evoluzione demografica
- 506 nel 1751
- 682 nel 1805
- 1 103 nel 1809 dopo l'annessione di Roncello
- 1 289 nel 1853

Abitanti censiti

### Etnie e minoranze straniere
Secondo i dati ISTAT, al 31 dicembre 2010 la popolazione straniera residente era di 382 persone, pari al 5,99% di tutti i residenti. Le nazionalità maggiormente rappresentate in base alla loro percentuale sul totale della popolazione residente erano:
| Pos. | Cittadinanza | Popolazione |
| ---- | ------------ | ----------- |
| 1    | Romania      | 83          |
| 2    | Marocco      | 64          |
| 3    | Albania      | 32          |
| 4    | Egitto       | 23          |
| 5    | Ecuador      | 21          |

## Infrastrutture e trasporti
Busnago è servita da tre linee automobilistiche gestite da NET Nord Est Trasporti:
Z321 Monza Stazione FS - Vimercate - Busnago - Trezzo Sull'Adda/Porto d'Adda
Z322 Cologno Nord M2 - Vimercate - Busnago - Trezzo Sull'Adda/Porto d'Adda
Z313 Gessate M2 - Busnago - Paderno d'Adda Stazione FS
Fra il 1890 e il 1958 era inoltre presente una fermata della tranvia Monza-Trezzo-Bergamo.

## Amministrazione
| Periodo | Periodo   | Primo cittadino      | Partito                       | Carica  | Note   |
| ------- | --------- | -------------------- | ----------------------------- | ------- | ------ |
| 1985    | 1990      | Angelo Vimercati     | DC                            | Sindaco |        |
| 1990    | 1993      | Natalina Mattavelli  | DC                            | Sindaco | [ 27 ] |
| 1993    | 1995      | Massimo Gianni       | DC                            | Sindaco |        |
| 1995    | 1999      | Agatino Luigi Meazza | centro-destra                 | Sindaco |        |
| 1999    | 2004      | Martino Visconti     | Lista civica                  | Sindaco |        |
| 2004    | 2009      | Martino Visconti     | Lista civica                  | Sindaco |        |
| 2009    | 2014      | Danilo Quadri        | Lista civica                  | Sindaco |        |
| 2014    | 2019      | Danilo Quadri        | Lista civica Progetto Busnago | Sindaco |        |
| 2019    | 2024      | Marco Corti          | Lista civica Progetto Busnago | Sindaco |        |
| 2024    | in carica | Danilo Quadri        | Lista civica Progetto Busnago | Sindaco |        |

### Gemellaggi
- Heyrieux, dal 1999
- Sorso, dal 2006

## Sport

### Calcio
La squadra di calcio maschile, denominata Acd Busnago milita nel campionato di prima categoria (2018-2019)

### Pallavolo
La squadra di pallavolo femminile di Busnago, il Volley Club 1999, milita attualmente in Serie B2.

### Flag football
La squadra di flag football di Busnago, i Gators Busnago, partecipa alla Senior League.

### Sbandieratori
Sbandieratore è un termine che indica un'arte militare, un mezzo di comunicazione tra i membri dell'esercito. Nasce in Toscana tra il XII e il XIII secolo ed era praticata dagli Alfieri di Siena. Il gruppo Sbandieratori e musici Torre dei Germani, che ha sede sociale in una delle quattro torri storiche del comune (dalla quale prende il nome), è iscritto alla Federazione Italiana Sbandieratori.